# Linnaemya felis
Linnaemya felis là một loài ruồi trong họ Tachinidae.